# Llorenç Vitrià Barrera
Llorenç Vitrià Barrera   (el Raval, 2 de febrer de 1908 - camp de concentració de Gusen, 18 de juny de 1941) va ser un boxejador català que va competir durant la dècada de 1920 i 1930.
Vivia al barri de Sant Gervasi-Galvany, concretament al número 18 del passatge Marimon. Va endinsar-se aviat al món de la boxa; entrenava a l'Sporting Boxing Club. Es proclamà campió de Catalunya (1923, 1924) i d'Espanya (1924) de boxa amateur en la categoria de pes mosca. El 1924 va prendre part en els Jocs Olímpics de París, on disputà la categoria del pes mosca, del programa de boxa. Quedà eliminat en els quarts de final.
Posteriorment passà al professionalisme, amb un balanç de 44 victòries, 21 derrotes i 9 combats nuls. Amb la fi de la Guerra Civil Espanyola es va veure obligat a exiliar-se al sud de França, on fou arrestat pels nazis un cop aquests ocuparen el país. Com a part del Comboi dels 927 fou deportat al camp de concentració de Mauthausen-Gusen, on va mori cinc mesos més tard.
El 2024, se li va fer un monument com a homenatge, fruit de la col·laboració entre l'organització Stolpersteine Barcelona i l'Institut Menéndez y Pelayo. El projecte va ser impulsat per la regidoria de Memòria Democràtica de l'Ajuntament de Barcelona i es va dur a terme al passatge Marimon on havia residit Vitrià. A la cerimònia commemorativa hi van assistir el regidor Jordi Martí i la consellera Montserrat Cantín.